# Henri de Bourbon (Naundorff, 1867-1937)
Pour les articles homonymes, voir Naundorff, Henri VI et Henri de Bourbon.
Ne doit pas être confondu avec Henri Naundorff (1899-1960).
Succession
Prétendant naundorffiste aux trônes de France et de Navarre
(branche canadienne)
26 novembre 1899 – 13 juillet 1937
(37 ans, 7 mois et 17 jours)
Henri Jean Édouard Naundorff, aussi dit Henri Jean Édouard de Bourbon, né 25 octobre 1867 à Arnhem et mort 13 juillet 1937 à La Haye, est un prétendant naundorffiste au trône de France, sous le nom de Henri VI, en tant que petit-fils de Karl-Wilhelm Naundorff, le plus célèbre de ceux qui, au XIXe siècle, prétendirent être le dauphin Louis XVII, fils du roi Louis XVI et de Marie-Antoinette d'Autriche, officiellement mort à la tour du Temple. 
Fils du « prince » Adelberth, il est le premier prétendant de la branche cadette, canadienne dite aussi d'Adelberth, et porte les titres de « comte de Provence » et de « duc de Normandie ».

## Famille
Henri Jean Édouard Naundorff est né le 25 octobre 1867 à Arnhem, de Adelberth de Bourbon (1840-1887) dit comte de Provence, et de Marie du Quesne van Bruchem (1834-1915).
Officier de l'Académie royale militaire de Bréda, Henri épouse en 1898 Caroline Van Kervel (1875-1920), puis en 1920 Joséphine Steijns (1874-1938). De son premier mariage il a deux enfants :
- Louis-Adelberth de Bourbon ;
- Élisabeth Marie Antoinette de Bourbon.

## Biographie
Le 14 novembre 1883, Louis-Charles de Bourbon (Charles XI) signe une déclaration cédant ses « droits » à son frère cadet Adelberth. À cette époque, ses deux autres frères cadets sont déjà décédés : Charles-Edmond (1833-1883) et Ange-Emmanuel (1843-1878). Or Charles-Edmond est pourtant l'aîné d'Adelberth et à des fils, dont Jean de Bourbon (1872-1914).
La renonciation de Louis-Charles est considérée nulle de plein droit : la couronne de France n'est pas un héritage dont on peut disposer, mais une charge à laquelle on ne peut renoncer, et qu'on ne peut aliéner. Aussi, revenu de cette erreur, Louis-Charles révoque cet acte le 17 avril 1884, et réaffirme les lois fondamentales du royaume en reconnaissant finalement pour ses successeurs et héritiers directs les fils de son frère cadet Charles-Edmond, dont Jean de Bourbon.
Mais, lors de la mort de Louis-Charles en 1899, Henri, le fils aîné d'Adelberth, invoque à nouveau la fameuse renonciation de ses « droits » en faveur de son père, ainsi qu'une irrégularité du mariage de son oncle Charles-Edmond, déclarant alors la guerre de succession naundorffiste au nouveau prétendant Jean de Bourbon (Jean III), fils de Charles-Edmond.
Ainsi, après la mort de son oncle Louis-Charles en 1899, Henri se proclame Chef de la Famille et successeur au Trône, et prend comme Roi de droit, le nom d'Henri VI.
Il eut des partisans de choix et fut soutenu par Mademoiselle de Digoine, directrice d’une revue légitimiste La Tradition Française qui faisait les dérivations les plus fantaisistes à la Loi Salique.
En 1936, se trouvant au Maroc, le prince Henri choisit le Baron du Genièbre comme son chancelier et représentant. Celui-ci, survivantiste depuis trente ans, était venu vers le prince Henri comme beaucoup d’autres, par suite du silence du fils du prince Jean qui, du Maroc, ne donnait plus signe de vie. Servir un Prince de la Survivance était, à ses yeux, servir la Légitimité. Mais il s’aperçut des faiblesses de l’argumentation en faveur des droits du Prince qu’il servait. Troublé, il fit une longue et minutieuse enquête et conclu qu'en réalité que le prince Henri étayait ses droits sur des inanités, des documents inexistants et qu’en réalité l'héritier légitime était le prince Henri, fils du prince Jean, qui était le chef de la dynastie.
Le prince Henri est à l'origine de la descendance émigrée au Canada, dite d'Adelberth, et dont le représentant actuel est le prince Charles-Louis, né le 2 novembre 1933.

## Armoiries
| Blason | Blasonnement : D'azur à un sacré-cœur de gueules accompagné de trois fleurs de lys d'or. Commentaires : En 1879, Louis-Charles de Bourbon (« Charles XI ») (1831-1899) et sa sœur Amélie (1819-1891) décident de porter le Sacré-Cœur en « abîme » sur l'écu traditionnel des rois de France aux trois fleurs de lys. |